# Distretto di Otoca
Il distretto di Otoca è uno dei ventuno distretti della provincia di Lucanas, in Perù. Si trova nella regione di Ayacucho e si estende su una superficie di 720,2 chilometri quadrati.

Ha per capitale la città di Otoca e nel censimento del 2005 contava 2.461 abitanti.